# Grotte de Nichet
La grotte de Nichet est un site situé dans la commune de Fromelennes dans le département des Ardennes. Elle fait partie d'un ensemble de grottes, comme les grottes de Han et de Dinant, constituées au devonien dans les calcaires givétiens.

## Histoire

### La formation de la grotte
La grotte, traversant la roche calcaire givétien, date du dévonien. L’essentiel du territoire des Ardennes est alors recouvert par une mer peu profonde, peu agitée, permettant aux sédiments de s'accumuler. Cette époque est marquée par la première manifestation d’une sédimentation marine très calcaire (récifs coralliens). La barre des calcaires de Givet en résulte, résultat de processus physiques et chimiques.
Il est possible que la grotte soit le résultat d'une différence d'inclinaisons entre bancs calcaires qui se sont enchevêtrés, à la suite de soulèvements. Puis de la dissolution du carbonate de calcium dans les eaux acides. Le calcaire givétien est riche en carbonate de calcium et l'action des eaux acides a créé un régime karstique,.

### Les premiers occupants
Des recherches archéologiques ont été menées de façon peu méthodologiques en 1894, puis selon des approches plus scientifiques en 1898. Elles ont repris dans l'entre-deux-guerres, de 1928 à 1933, puis à partir de 1965.
Dans une première synthèse établie  en 1933, le docteur Alfred Bastin énumère les différents restes d'animaux trouvés dans la grotte : ours brun, daim, chamois, bouquetin, castor, hyène, cerf, coq des bruyères, chocard alpin, râle des genêts, faisan, etc.. Ces animaux sont probablement tombés dans la grotte par les rares ouvertures et aven donnant sur les salles.
Il semble que la grotte n'ait pas été habitée aux époques préhistoriques, peut être en raison de son humidité ou d'un accès peu praticable. Les corps des deux individus adultes et d'un fœtus, de l'époque mérovingienne, trouvés dans une salle, ont probablement été introduits par une étroite cheminée donnant dans cette salle, avant que cette cheminée soit obstruée par une grosse pierre. L'entrée a dû également servir de sépulture, les déblais effectués vers 1900 contenant quelques restes humains, présumés néolithiques, mais il n'y avait alors probablement pas d'accès vers l'intérieur de la cavité. Le 11 novembre 1995, les fouilles des alentours ont permis la découverte d'une tombe commune de l'âge du bronze contenant les squelettes de 17 individus dans une cavité proche, de taille réduite, appelée Nichet-2.

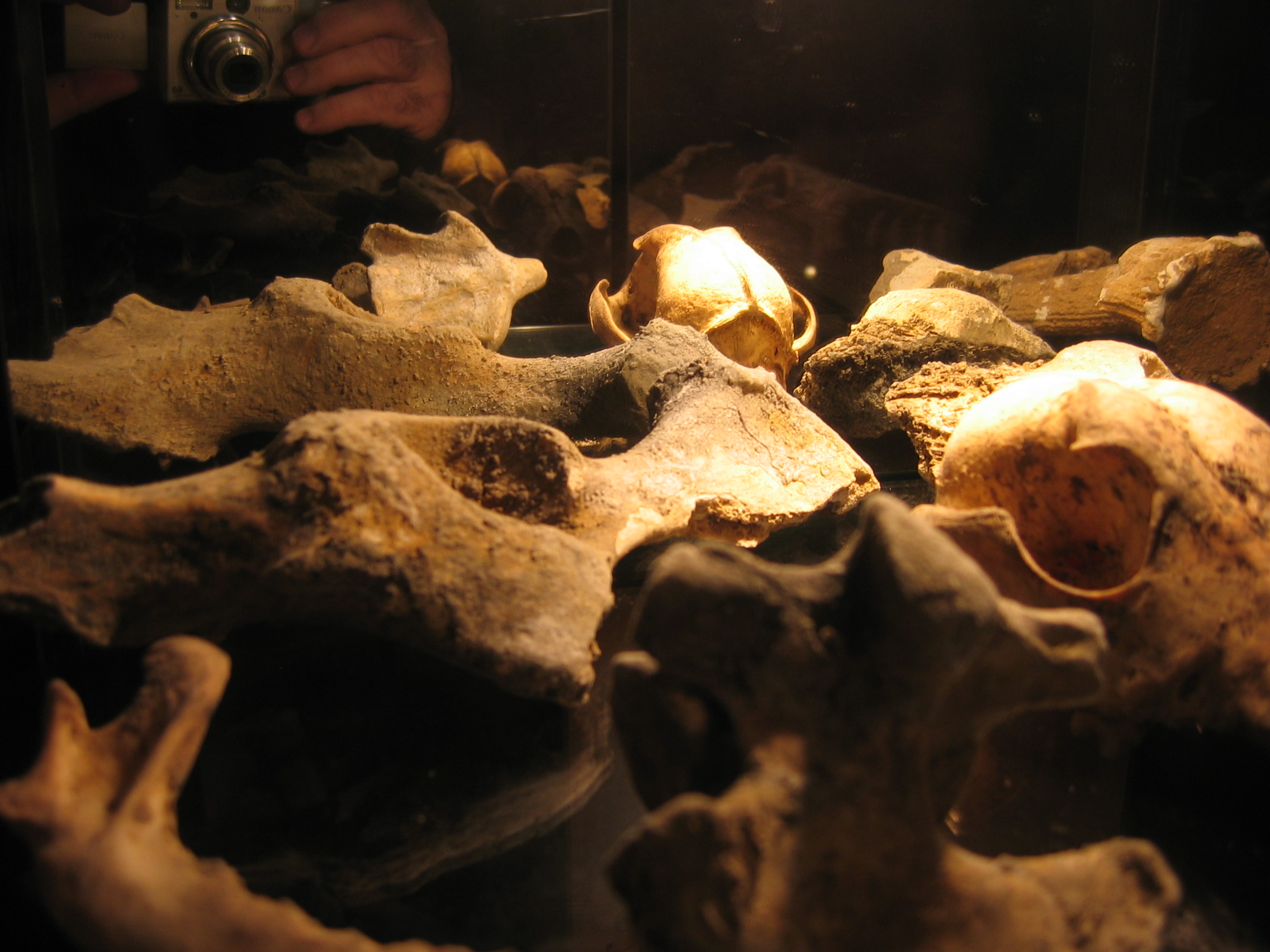
Restes d'animaux.
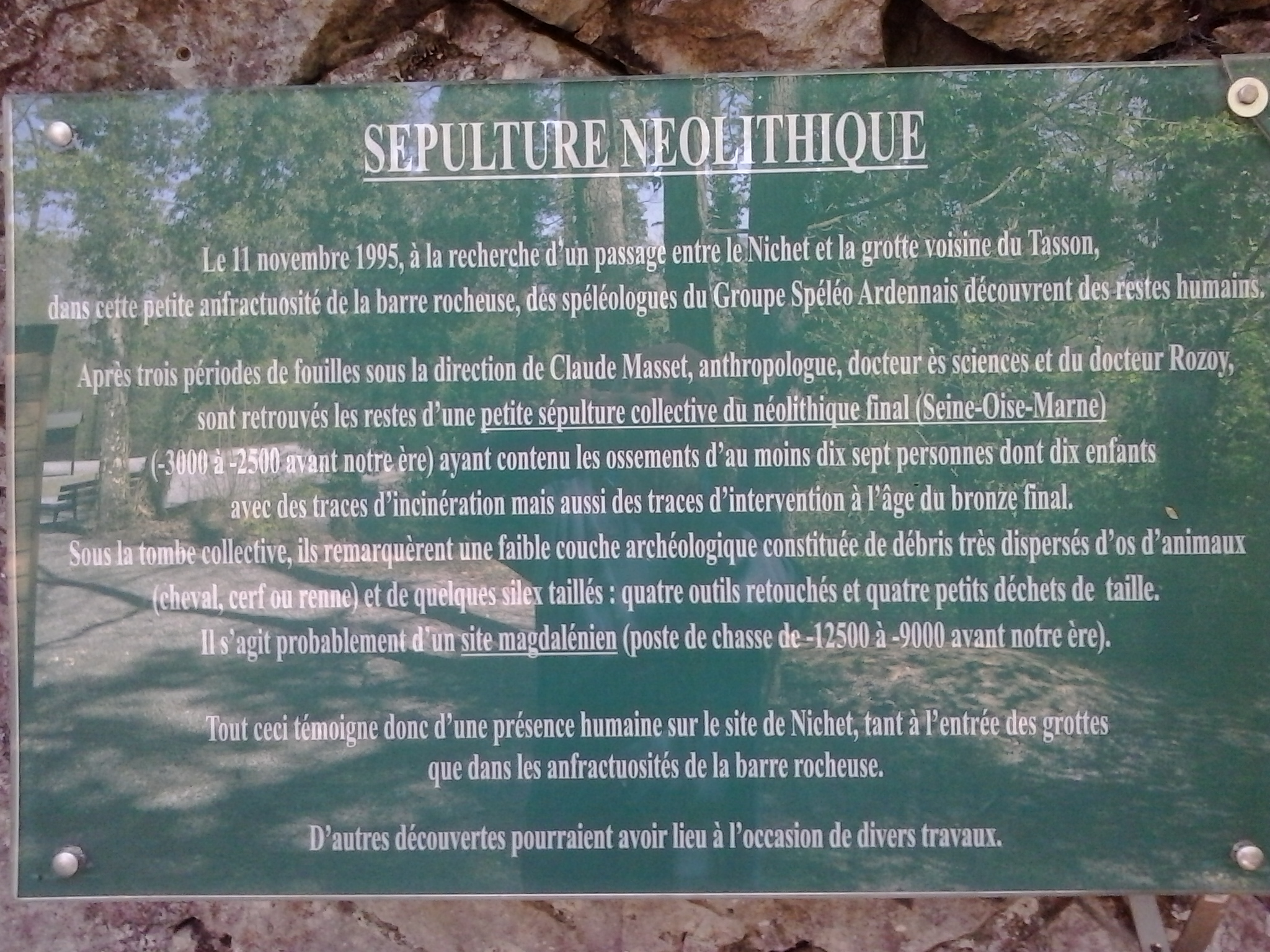
Panneau Nichet-2.
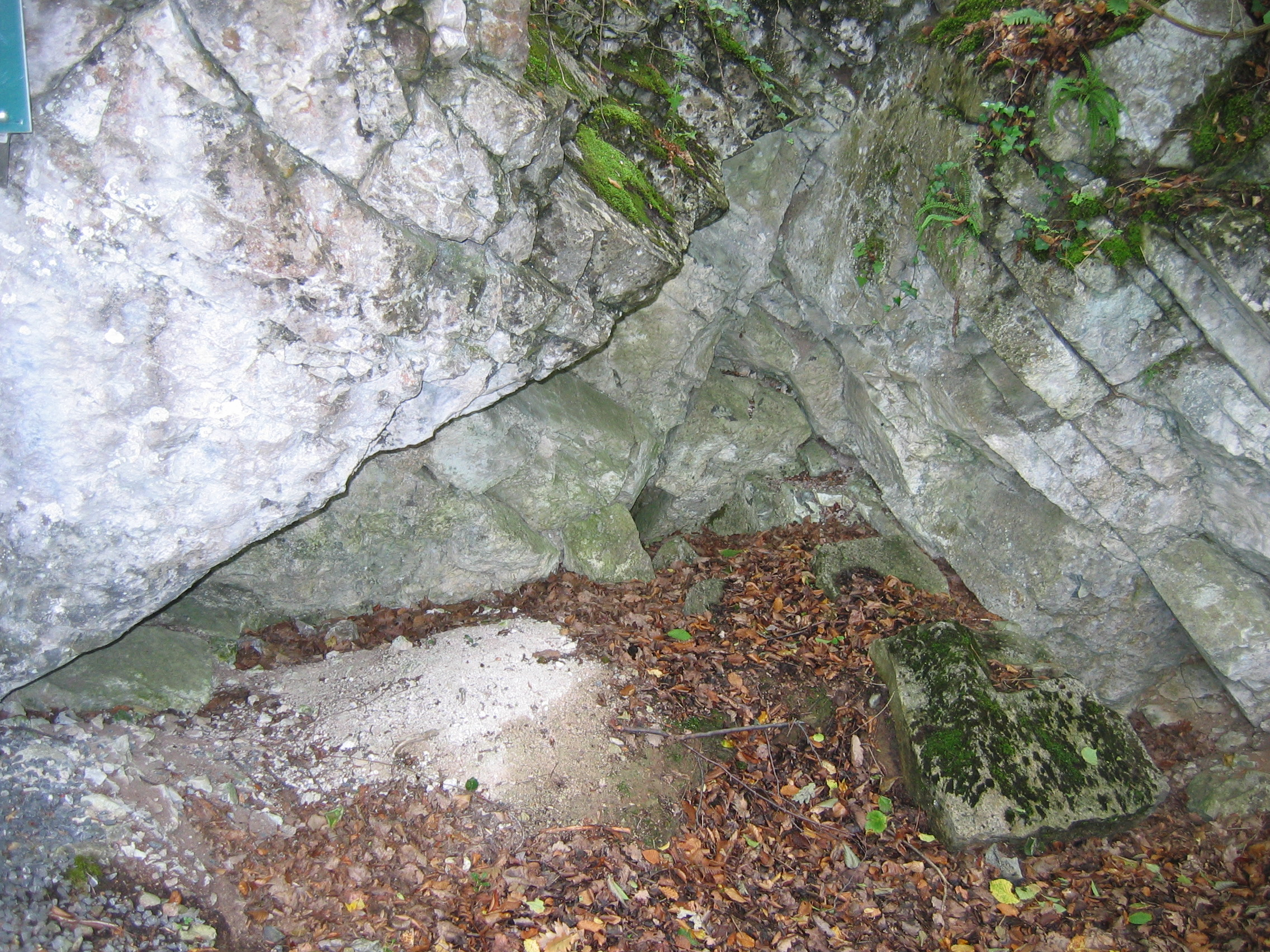
Nichet-2.
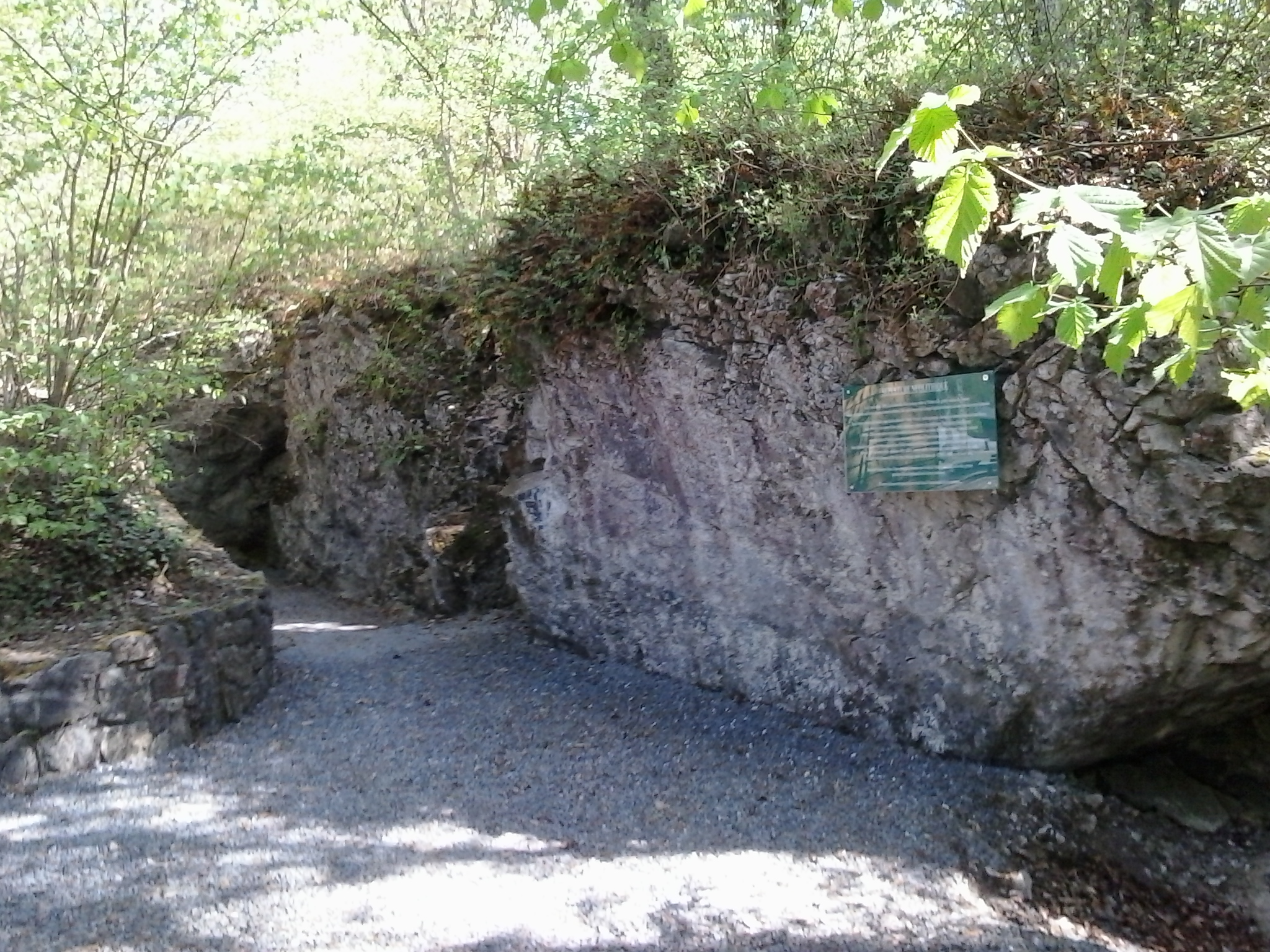
Les alentours.

Le squelette d'un homme retrouvé lors des aménagements serait celui d'un homme caché dans la caverne afin d'échapper aux poursuites judiciaires et qui y serait mort de faim et de froid au cours du XVIIe ou XVIIIe siècle. Un procès-verbal datant d'avril 1772 relate effectivement la découverte d'un cadavre dans la grotte, la venue sur place du procureur du roi, accompagné d'un greffier, du mayeur et de quelques habitants. Ceux-ci auraient identifiés l'homme. Il s'agirait d'un habitant de Givet, recherché, qui avait encore été vu rodant dans les alentours l'année précédente.

### Les aménagements touristiques
La grotte était connue sous Louis XIV, à cette époque, elle était considérée comme « porte de l'enfer » situé au centre de la terre et personne n'osait s'en approcher.
Au XIXe siècle, les salles les plus accessibles sont visitées. L'accès est libre. La visite se fait aux risques et périls des curieux, munis d'une chandelle et qui prenaient la précaution de lier l'extrémité d'une corde à l'entrée et de la dérouler. Des récits existent, datés de 1821 et des décennies suivantes.
La grotte est ouverte en 1895 et exploitée en 1899, visitée jusque dans les années 1950, puis fermée pendant plus de 30 ans. Après de nombreux travaux d'aménagement et de sécurisation, la grotte est de nouveau ouverte au public depuis le 11 avril 1987.

## Localisation
La grotte est située sur la commune de Fromelennes, à 300 m de la frontière franco-belge, et à quatre kilomètres environ de la gare de Givet. L'entrée est à l'altitude de 204 m, en haut d'un coteau au pied duquel serpente le ruisseau de Dion, qui se jette dans la rivière de la Houille.

## Description

### Caractéristiques
L'aven, puis 114 marches  constituent désormais un des accès ou une des sorties de la grotte, dont les salles descendent jusqu'à 53 mètres, environ, sous terre. Sa température moyenne constante est de 9 °C.
Disposée sur trois niveaux elle est riche de stalagmites et de stalactites et comporte 20 salles répertoriées dont une dizaine est accessible au public. L'entrée actuelle permet d'accéder à la salle des Nutons, de 32 mètres de long et huit mètres de large. On peut passer ensuite dans la salle des Amoureux de vingt mètres de long sur dix mètres de large. Sur l'une des parois de la salle, les formes naturelles y dessinent vaguement à quatre ou cinq mètres de haut les silhouettes d'un homme et d'une femme. Un bacon naturel surplombe la salle dite du Théâtre. On peut pénétrer ensuite dans la salle du Clair de Lune, appellation venant d'une lumière diffuse venant du haut. La salle du Squelette est la salle où a été découvert un squelette du XVIIIe siècle.

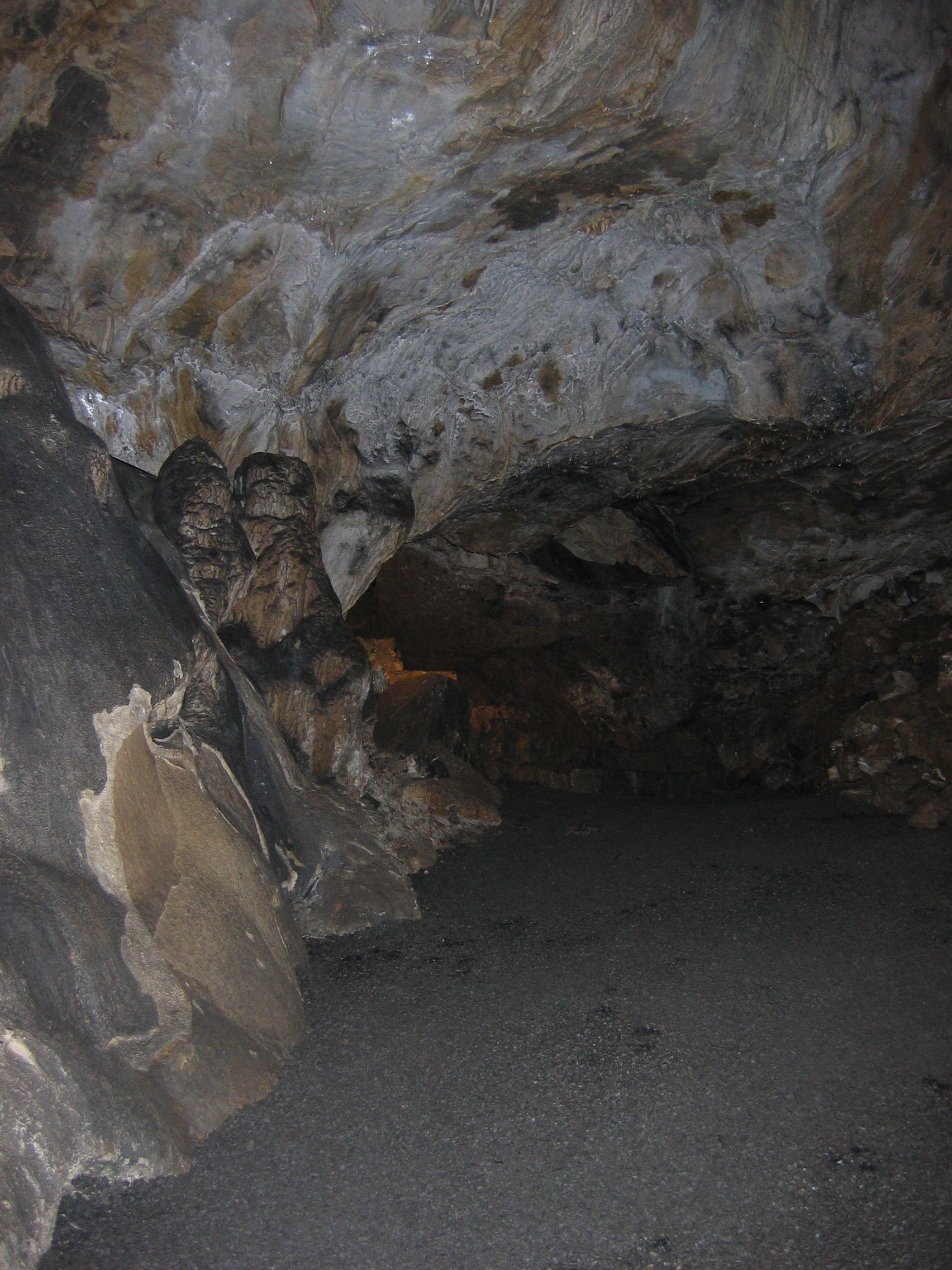
Détail de la salle des Nutons.
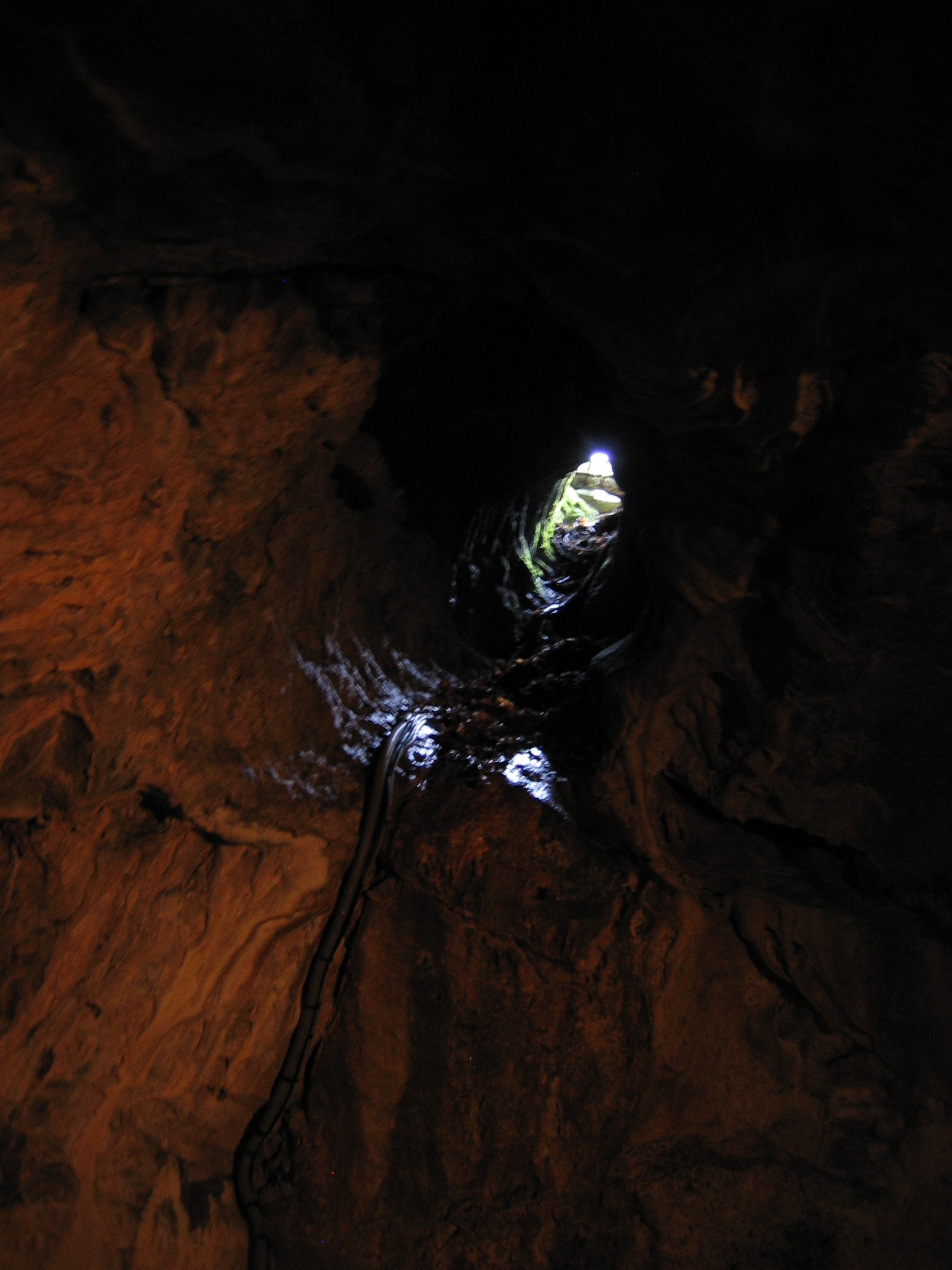
Cheminée ouvrant vers l'extérieur.
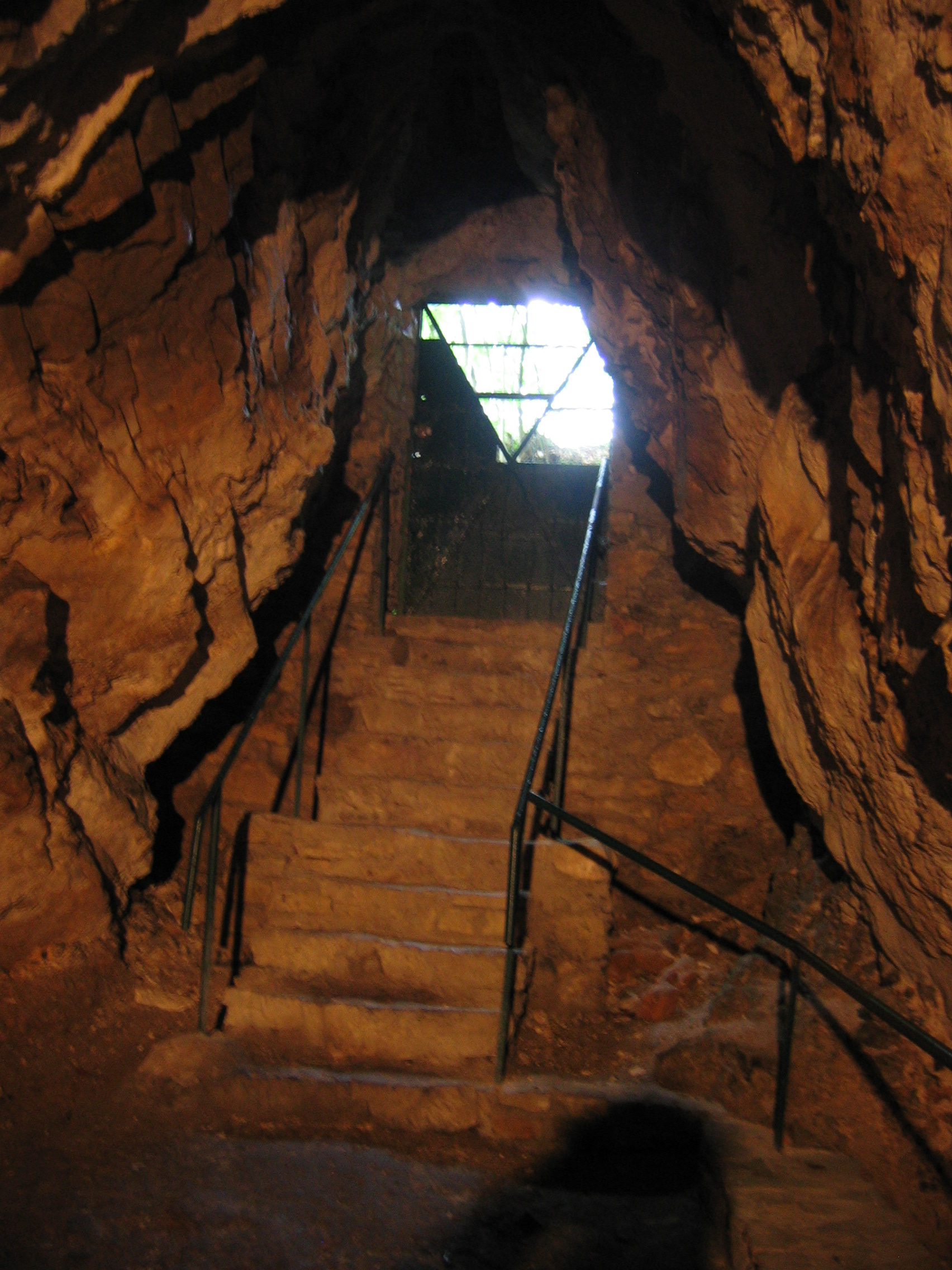
Aven (sortie actuelle).

### Faune et flore
Lieu naturel préservé, elle abrite quatorze espèces de chauves-souris.

### Légende
La grotte est le refuge des nutons, petits lutins imaginaires dotés de pouvoirs « que l'on peut parfois rencontrer en forêt d'Ardenne ».

## Tourisme
Le site est ouvert au public.